# Pierre-Marie Dupuy
Ne doit pas être confondu avec René-Jean Dupuy.
Pierre-Marie Dupuy (né le 5 octobre 1946 à Paris) est un juriste français, spécialiste du droit international public. Il est professeur émérite de l'université Panthéon-Assas, dans laquelle il a commencé ses enseignements en 1981. De 2000 à 2008, détaché de l’université de Paris, il a été professeur de droit international à l'Institut universitaire européen de Florence. De 2008 à la rentrée universitaire de 2012, il a exercé  les mêmes fonctions à l'Institut universitaire de hautes études internationales et du développement à Genève.

## Biographie
Pierre-Marie Dupuy, lui-même fils de René-Jean Dupuy, professeur éminent dans la même discipline, est diplômé de l'Institut d'études politiques de Paris et possède deux diplômes d’études supérieures, l’un en droit public, l’autre en science politique. Docteur d'État en droit public, il est agrégé de droit public depuis 1974. Il a été notamment professeur invité à l'université du Michigan, à l'université de Tokyo, à l'université de Kyoto, à l'université Complutense de Madrid et à l'université Louis-et-Maximilien de Munich.
Pierre-Marie Dupuy a écrit dans de nombreux domaines du droit international public, en particulier la théorie générale du droit international, le droit international de l’environnement, le droit international économique et les droits de l’homme. En 1984 et 2000, il a enseigné à l'Académie de droit international de La Haye. Le second de ces deux cours constitue son cours général à l’Académie, consacré à l’unité du droit international (RCADI (2002) tome 297). C’est dans cet ouvrage qu’il a exposé ses conceptions et sa théorie générale du droit international, dont la dynamique est selon lui assurée par l’affrontement entre deux principes concurrents d’unification de l’ordre juridique international, l’un établi sur l’unité de ses formes (unité formelle), l’autre sur l’affirmation progressive, au moins sur le plan normatif, d’une unité matérielle appuyée sur l’existence de normes déclarées non pas seulement obligatoires mais impératives, c’est-à-dire non susceptibles  de dérogations dans la pratique des États. L’auteur reste conscient des difficultés pratiques du respect effectif de ces normes impératives, catégorie normative pourtant constituée de par la volonté des États eux-mêmes. Le plus grand nombre des normes qui se rangent dans cette catégorie, lesquelles sont en réalité facilement identifiables, concerne les droits se rattachant au respect de la dignité de la personne humaine ; toutefois, d’autres parmi elles se réfèrent au respect de la souveraineté des États, ce qui est un autre motif de tension normative, intrinsèque à l’ordre juridique international et venant se rajouter à la concurrence entre l’unité formelle et l’unité matérielle de celui-ci.
Pierre-Marie Dupuy est membre du Conseil consultatif scientifique de la Revue générale de droit international public dont il a été longtemps co-directeur. Il a été membre fondateur de l'European Journal of International Law. Son ouvrage Droit international public est « l'un des meilleurs manuels français connus du droit international », selon la Société européenne de droit international.
Pierre-Marie Dupuy a également déployé une intense activité de praticien du droit international en tant que plaideur devant la Cour internationale de justice (plaidant notamment pour la France, l’Allemagne, l’Italie, l’Espagne, le Mexique, le Mali, et pour bien d’autres États). Par ailleurs, dans le cadre de systèmes de règlement des différends entre États et investisseurs privés étrangers, il exerce des fonctions d’arbitre international (CIRDI, CPA, LCIA, CAFTA).

## Distinctions
- Manley Hudson Medal décernée par la Société américaine de droit international (ASIL) en 2015.
- chevalier de la légion d'honneur